# Ludolph van Ceulen

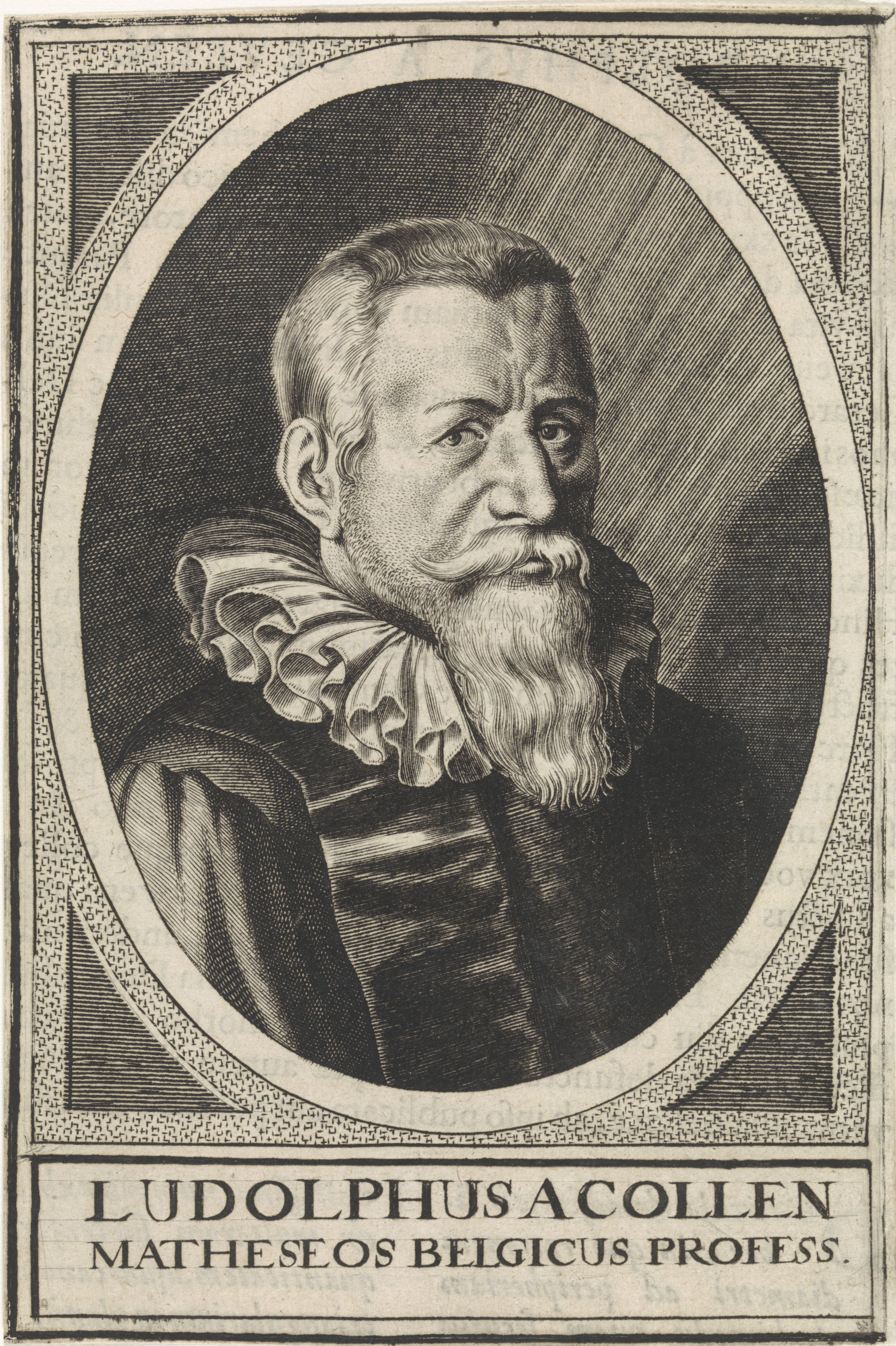
Ludolph van Ceulen

Ludolph van Ceulen (ur. 28 stycznia 1540 w Hildesheimie, zm. 31 grudnia 1610 w Lejdzie) – matematyk holenderski pochodzenia niemieckiego. Był profesorem matematyki na Uniwersytecie w Lejdzie.

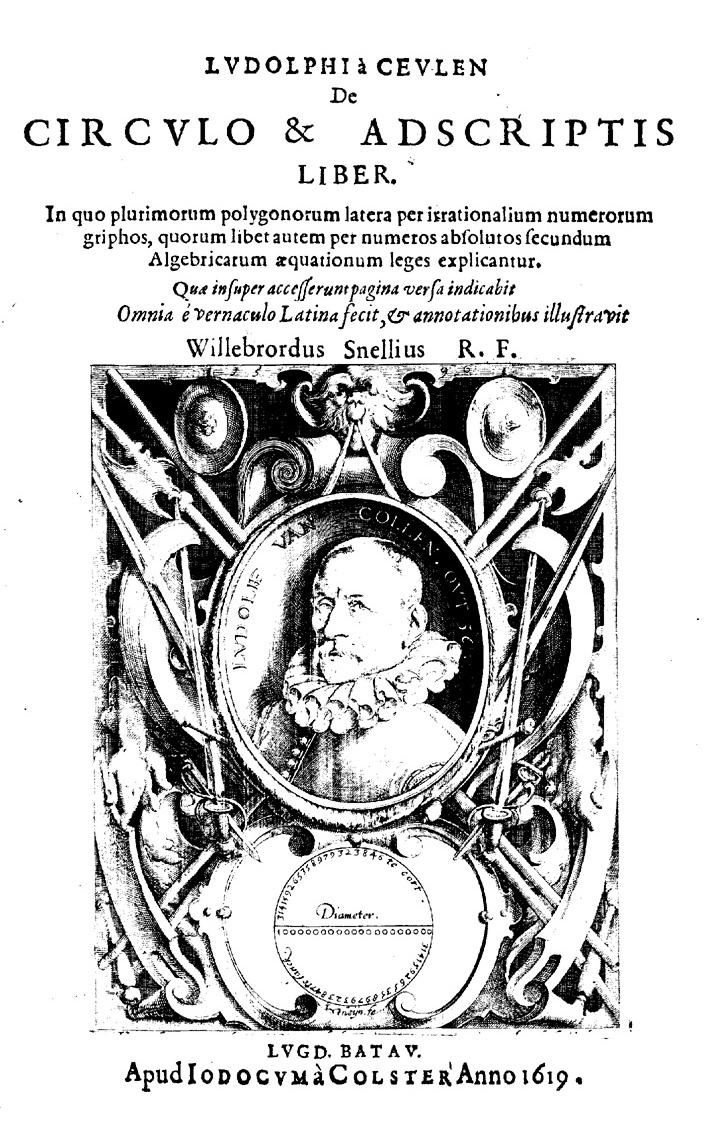
De circulo & adscriptis liber (1619)

Znany jest z tego, że w 1596 podał wartość liczby π z dokładnością do 20 miejsc po przecinku. Potem rozszerzył swój wynik do 35 miejsc podając wartość liczby jako:
Liczba ta została wyryta na jego nagrobku po śmierci. Na cześć jego dokonań liczba ta została nazwana ludolfiną.